# Свята Естонії
Всі офіційні свята в Естонії встановлюються актами парламенту. Чинний документ, що визначає перелік свят - "Закон про свята та ювілеї", прийнятий 27 січня 1998 (набув чинності 23 лютого того ж року).

## Державні свята - неробочі дні
Вихідний день передбачають такі свята:
| Дата                           | Назва українською                           | Назва естонською          | Примітки |
| ------------------------------ | ------------------------------------------- | ------------------------- | --- |
| 1 січня                        | Новий рік                                   | uusaasta                  | |
| 24 лютого                      | День незалежності                           | iseseisvuspäev            | Святкування декларації незалежності 1918 року. Закон виділяє його в окремому параграфі як Національне свято |
| змінне 2 дні до Великодня      | Велика п'ятниця                             | suur reede                | |
| змінне                         | Великдень                                   | ülestõusmispühade 1. püha | Відомий як lihavõtted.                                                                                      |
| 1 травня                       | Першотравень                                | kevadpüha                 | |
| змінне 49 днів після Великодня | День Святої Трійці                          | nelipühade 1. püha        | |
| 23 червня                      | День Перемоги                               | võidupüha                 | Святкування перемоги у Битві під Венденом під час Естонської війни за незалежність.                         |
| 24 червня                      | Іван Купала або Свято літнього сонцестояння | jaanipäev                 | |
| 20 серпня                      | День відновлення незалежності Естонії       | taasiseseisvumispäev      | Святкування відновлення незалежності Естонії 1991 року. Неробочий день з 1998 року                          |
| 24 грудня                      | Святвечір                                   | jõululaupäev              | Неробочий день з 2005 року                                                                                  |
| 25 грудня                      | Різдво Христове                             | esimene jõulupüha         | |
| 26 грудня                      | День подарунків                             | teine jõulupüha           | |

## Скорочені робочі дні
Відповідно до закону про працю (Töölepingu Seadus § 53) робочий день скорочено на три години:
- 23 лютого
- 22 червня
- 23 грудня
- 31 грудня

## Державні визначні дні
Ці свята не передбачають вихідного дня:
| Дата                          | Назва українською                       | Назва естонською                            | Примітки                                                                               |
| ----------------------------- | --------------------------------------- | ------------------------------------------- | -------------------------------------------------------------------------------------- |
| 6 січня                       | Богоявлення                             | kolmekuningapäev                            |                                                                                        |
| 2 лютого                      | Підписання Тартуського мирного договору | Tartu rahulepingu aastapäev                 | Договір поклав край Естонській війні за незалежність                                   |
| 14 березня                    | День рідної мови                        | emakeelepäev                                | День народження Крістіана Яака Петерсона.                                              |
| змінне друга неділя травня    | День матері                             | emadepäev                                   |                                                                                        |
| 1 червня                      | День захисту дітей                      | lastekaitsepäev                             | Запроваджене у 2020 році                                                               |
| 4 червня                      | День прапора Естонії                    | Eesti lipu päev                             | Дата, коли 1884 року вперше було освячено прапор Естонії. Запроваджене у 2004 році     |
| 14 червня                     | День жалоби                             | leinapäev                                   | Вшанування пам'яті жертв радянських депортацій 1941 та 1949 років.                     |
| 23 серпня                     | День пам'яті жертв комунізму та нацизму | kommunismi ja natsismi ohvrite mälestuspäev | Запроваджене у 2009 році                                                               |
| 22 вересня                    | День спротиву                           | vastupanuvõitluse päev                      | Спроба Отто Тііфа відновити естонську незалежність 1944 року. Запроваджене у 2007 році |
| 1 жовтня                      | День місцевого самоврядування           | omavalitsuspäev                             | Запроваджене у 2018 році                                                               |
| змінне третя субота жовтня    | День народу                             | hõimupäev                                   | Запроваджене у 2011 році на пошанування традицій фіно-угорських народів.               |
| 2 листопада                   | День всіх душ                           | hingedepäev                                 |                                                                                        |
| змінне друга неділя листопада | День батька                             | isadepäev                                   |                                                                                        |
| 16 листопада                  | День відродження                        | taassünni päev                              | Відзначається річниця ухвалення Декларації суверенітету Естонії у 1988 році            |